# 65a Mostra Internacional de Cinema de Venècia
La 65a Mostra Internacional de Cinema de Venècia es va inaugurar el 27 d'agost de 2008 amb Burn After Reading de Joel Coen i Ethan Coen i va tancar el 6 de setembre de 2008. El jurat internacional, liderat per Wim Wenders, va atorgar el Lleó d'Or a The Wrestler, dirigida per Darren Aronofsky.

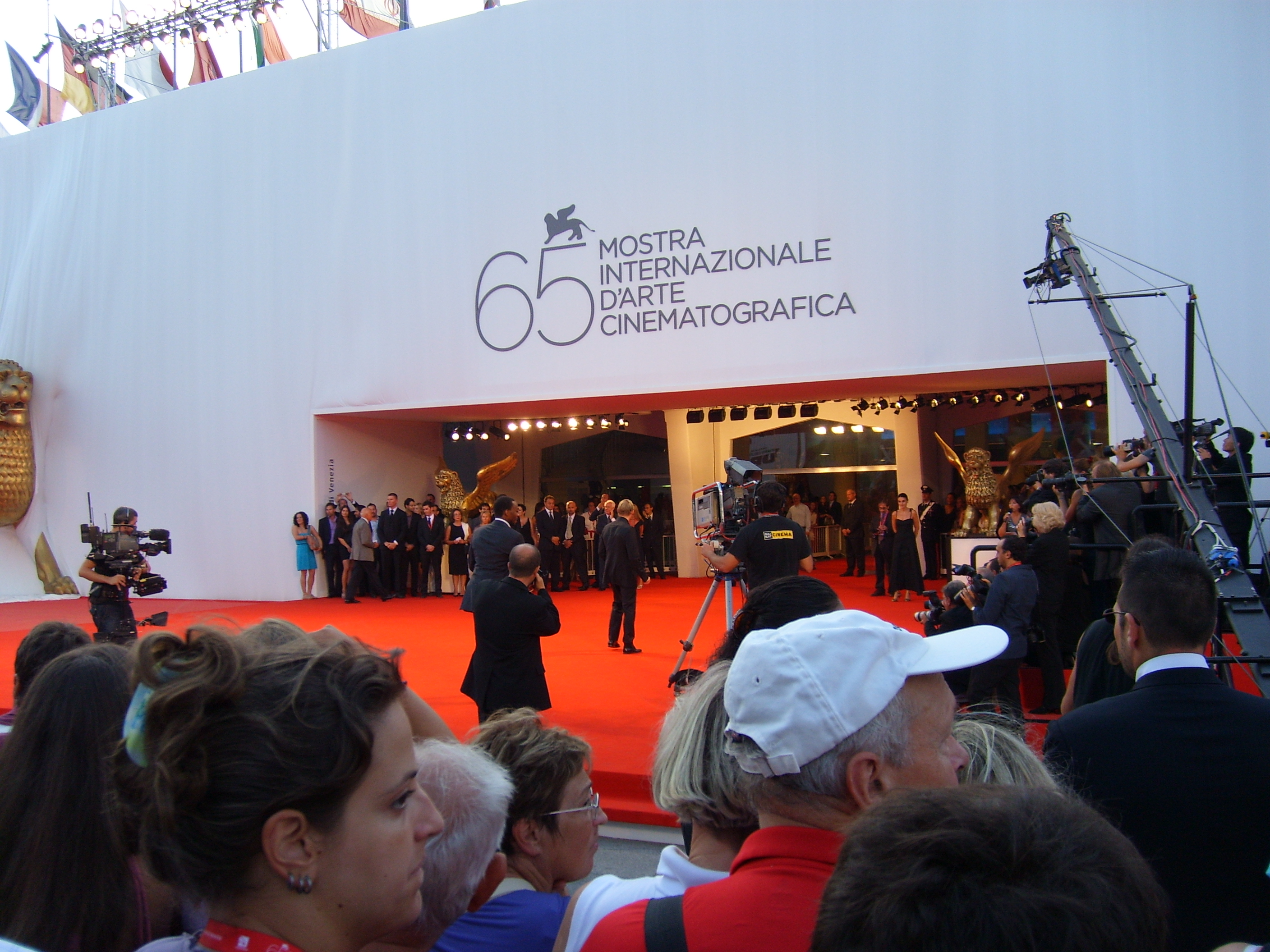
65è Festival Internacional de Vènècia

El veterà director de cinema italià Ermanno Olmi va rebre un Lleó d'Or com a premi a la carrera professional.

## Jurats
El jurat de la Mostra de 2008 va estar format per:
En competició (Venezia 65)
- Wim Wenders, director, guionista, i fotògraf alemany (President)
- Yuri Arabov, guionista, poeta i escriptor rus
- Valeria Golino, actriu i directora italiana
- Douglas Gordon, artista escocès
- John Landis, director, guionista, actor i productor estatunidenc
- Lucrecia Martel, directora, guionista i productora argentina
- Johnnie To, director i productor de Hong Kong

Horitzons (Orizzonti)
- Chantal Akerman, directora, artista i professora belga (President)
- Nicole Brenez, historiador i professor de cinema francès
- Barbara Cupisti, documentalista i actriu italiana
- José Luis Guerín, director espanyol
- Veiko Õunpuu, director i guionista estonià

Opera Prima (Premi "Luigi de Laurentiis" a la pel·lícula de debut)
- Abdellatif Kechiche, actor i director franco-tunisià (President)
- Alice Braga, actriu brasilera
- Gregory Jacobs, director, productor i guionista estatunidenc
- Donald Ranvaud, productor i periodista britànic
- Heidrun Schleef, guionista i productor italià

## Selecció oficial

### En competició
La secció competitiva de la selecció oficial és un concurs internacional de llargmetratges en format 35mm i HD digital, que es presenten per al Lleó d'Or.
| Títol original               | Director(s)                            | País de producció                        |
| ---------------------------- | -------------------------------------- | ---------------------------------------- |
| Akiresu to Kame              | Takeshi Kitano                         | Japó                                     |
| La terra degli uomini rossi  | Marco Bechis                           | Itàlia                                   |
| The Burning Plain            | Guillermo Arriaga                      | Estats Units                             |
| Il papà di Giovanna          | Pupi Avati                             | Itàlia                                   |
| The Hurt Locker              | Kathryn Bigelow                        | Estats Units                             |
| Inju, la bête dans l'ombre   | Barbet Schroeder                       | França                                   |
| Gabbla                       | Tariq Teguia                           | Algèria, França                          |
| Jerichow                     | Christian Petzold                      | Alemanya                                 |
| Süt                          | Semih Kaplanoglu                       | Turquia, França, Alemanya                |
| L'Autre                      | Patrick Mario Bernard, Pierre Trividic | França                                   |
| Bumazhnyy soldat             | Aleksei German                         | Rússia                                   |
| Un giorno perfetto           | Ferzan Özpetek                         | Itàlia                                   |
| Dangkou                      | Yu Lik-wai                             | Brasil, R.P. de la Xina, Hong Kong, Japó |
| Gake no Ue no Ponyo          | Hayao Miyazaki                         | Japó                                     |
| Rachel Getting Married       | Jonathan Demme                         | Estats Units                             |
| Il seme della discordia      | Pappi Corsicato                        | Itàlia                                   |
| Sukai Kurora                 | Mamoru Oshii                           | Japó                                     |
| Teza                         | Haile Gerima                           | Etiòpia, Alemanya, França                |
| Nuit de Chien                | Werner Schroeter                       | França, Alemanya, Portugal               |
| Vegas: Based on a True Story | Amir Naderi                            | Estats Units                             |
| The Wrestler                 | Darren Aronofsky                       | USA, França                              |

Títol il·luminat indica guanyador del Lleó d'Or.

### Fora de competició
Obres de directors ja establertes en edicions passades del Festival i pel·lícules considerades adequades per a la projecció de mitjanit.
| Pel·lícules                                     | Pel·lícules                    | Pel·lícules                      | Pel·lícules |
| Títol original                                  | Director(s)                    | País de producció                |             |
| ----------------------------------------------- | ------------------------------ | -------------------------------- | ----------- |
| 35 Rhums                                        | Claire Denis                   | França, Espanya                  |             |
| Les Plages d'Agnes                              | Agnès Varda                    | França                           |             |
| Burn After Reading                              | Joel Coen i Ethan Coen         | Estats Units                     |             |
| Heshang aiqing (curt)                           | Jia Zhangke                    | R.P. de la Xina, Espanya, França |             |
| Encarnação do Demônio                           | Jose Mojica Marins             | Brasil                           |             |
| Girara no Gyakushū: Tōyako Samitto Kiki Ippatsu | Minoru Kawasaki                | Japó                             |             |
| Puccini e la fanciulla                          | Paolo Benvenuti & Paola Baroni | Itàlia                           |             |
| Puen yai jom sa lad                             | Nonzee Nimibutr                | Tailàndia                        |             |
| Shirin                                          | Abbas Kiarostami               | Iran                             |             |
| Vinyan                                          | Fabrice Du Welz                | França, Regne Unit, Bèlgica      |             |

| Curtmetratges                                         | Curtmetratges      | Curtmetratges     | Curtmetratges |
| Títol original                                        | Director(s)        | País de producció |               |
| ----------------------------------------------------- | ------------------ | ----------------- | ------------- |
| Do Visível ao Invisível (fragment de Mundo Invisível) | Manoel de Oliveira | Brasil, Portugal  |               |
| Vicino al Colosseo c’è Monti (documental, curt)       | Mario Monicelli    | Itàlia            |               |

| Esdeveniment especial | Esdeveniment especial | Esdeveniment especial | Esdeveniment especial |
| Títol                 | Director(s)           | País de producció     |                       |
| --------------------- | --------------------- | --------------------- | --------------------- |
| Yuppi du              | Adriano Celentano     | Itàlia                |                       |

| Esdeveniments                                     | Esdeveniments                            | Esdeveniments     | Esdeveniments |
| Títol original                                    | Director(s)                              | País de producció |               |
| ------------------------------------------------- | ---------------------------------------- | ----------------- | ------------- |
| Bajo el signo de las sombras (documental de 1984) | Ferran Alberich                          | Espanya           |               |
| Ladri di biciclette (1948)                        | Vittorio De Sica                         | Itàlia            |               |
| Bāb al-Ḥadīd (1958)                               | Youssef Chahine                          | Egipte, França    |               |
| Vida en sombras (1947)                            | Llorenç Llobet-Gràcia                    | Espanya           |               |
| Orfeo 9                                           | Tito Schipa Jr.                          | Itàlia            |               |
| La rabbia di Pasolini (2008, documental)          | Pier Paolo Pasolini, Giuseppe Bertolucci | Itàlia            |               |
| Kettô Takadanobaba (1937)                         | Masahiro Makino, Hiroshi Inagaki         | Japó              |               |
| Tutto è musica (musical, 1963)                    | Domenico Modugno                         | Itàlia            |               |
| Nel blu dipinto di blu - Volare (1959)            | Piero Tellini                            | Itàlia            |               |

### Corto Cortissimo
Concurs internacional de curtmetratges de 35 mm en estrena mundial, no pot excedir els 30 minuts de durada:
| En competició                          | En competició                       | En competició                | En competició |
| Títol                                  | Director(s)                         | País de producció            |               |
| -------------------------------------- | ----------------------------------- | ---------------------------- | ------------- |
| 1937                                   | Giacomo Gatti, Francesco Carrozzini | Estats Units, Itàlia, França |               |
| De onbaatzuchtigen                     | Koen Dejaegher                      | Bèlgica                      |               |
| Noces de cendre                        | Pierre Eden Simon                   | Bèlgica                      |               |
| The Butcher’s Shop                     | Philip Haas                         | Estats Units                 |               |
| Corpus/Corpus                          | Christophe Loizillon                | França                       |               |
| Vacsora                                | Karchi Perlmann                     | Hongria                      |               |
| Vdih                                   | Igor Sterk                          | Eslovènia                    |               |
| Ich träume nicht auf Deutsch           | Ivana Lalovic                       | Suïssa, Bòsnia i Hercegovina |               |
| I’m in Away from Here                  | Catriona MacInnes                   | Regne Unit                   |               |
| Tierra y Pan                           | Carlos Armella                      | Mèxic                        |               |
| Lögner                                 | Jonas Odell                         | Suècia                       |               |
| Wode                                   | Liu Hui                             | R.P. de la Xina              |               |
| Zand                                   | Joost Van Ginkel                    | Països Baixos                |               |
| Teine tulemine                         | Tanel Toom                          | Estònia                      |               |
| The Stars Don't Twinkle in Outer Space | Peter Thwaites                      | Regne Unit                   |               |
| Dix                                    | Bif                                 | França, Regne Unit           |               |
| Vi der blev tilbage                    | Martin de Thurah                    | Dinamarca                    |               |
| Khi toi 20                             | Dang Di Phan                        | Vietnam                      |               |

| Esdeveniments Corto Cortissimo - Fora de competició | Esdeveniments Corto Cortissimo - Fora de competició | Esdeveniments Corto Cortissimo - Fora de competició | Esdeveniments Corto Cortissimo - Fora de competició |
| Esdeveniment                                        | Títol                                               | Director(s)                                         | País de producció                                   |
| --------------------------------------------------- | --------------------------------------------------- | --------------------------------------------------- | --------------------------------------------------- |
| Film d'obertura                                     | Eve                                                 | Natalie Portman                                     | Estats Units                                        |
| Film de tancament                                   | Jarred                                              | Martin Gaiss                                        | Estats Units                                        |
| 'Event'                                             | Alba                                                | Giorgia Farina                                      | Itàlia                                              |
| 'Event'                                             | Il colore della Bassa                               | Giuseppe Morandi                                    | Itàlia                                              |
| 'Event'                                             | Un canto lontano                                    | Alberto Momo                                        | Itàlia                                              |
| 'Event'                                             | Managua Boxing                                      | Frediana Fornari                                    | Itàlia                                              |

Títol il·luminat indica el guanyador al Lleó al Millor Curtmetratge.

### Horitzons
Noves tendències del cinema amb llargmetratges en format de 35mm i digital, així com documentals.
| Ficció                    | Ficció                    | Ficció                     | Ficció |
| Títol                     | Director(s)               | País de producció          |        |
| ------------------------- | ------------------------- | -------------------------- | ------ |
| Il primo giorno d'inverno | Mirko Locatelli           | Itàlia                     |        |
| Goodbye Solo              | Ramin Bahrani             | Estats Units               |        |
| A Erva do Rato            | Julio Bressane, Rosa Dias | Brasil                     |        |
| Voy a explotar            | Gerardo Naranjo           | Mèxic                      |        |
| Jay                       | Francis Xavier Pasion     | Filipines                  |        |
| Un lac                    | Philippe Grandrieux       | França                     |        |
| Melancholia               | Lav Diaz                  | Filipines                  |        |
| Pa-ra-da                  | Marco Pontecorvo          | Itàlia, França, Romania    |        |
| Parc                      | Arnaud des Pallières      | França                     |        |
| Wanmei Shenhuo            | Emily Tang                | R.P. de la Xina, Hong Kong |        |
| Khastegi                  | Bahman Motamedian         | Iran                       |        |
| Dikoe Pole                | Mikhail Kalatozishvili    | Rússia                     |        |
| Zero Bridge               | Tariq Tapa                | Índia, Estats Units        |        |

| Documentals             | Documentals                          | Documentals             |
| Títol                   | Director(s)                          | País de producció       |
| ----------------------- | ------------------------------------ | ----------------------- |
| Below Sea Level         | Gianfranco Rosi                      | Itàlia, Estats Units    |
| L'Exil et le royaume    | Andreο Schtakleff, Jonathan Le Fourn | França                  |
| Los Herederos           | Eugenio Polgovsky                    | Mèxic                   |
| In Paraguay             | Ross McElwee                         | Estats Units            |
| Puisque nous sommes nés | Jean-Pierre Duret, Andréa Santana    | França, Brasil          |
| Women                   | Huang Wenhai                         | R.P. de la Xina, Suïssa |
| Z32                     | Avi Mograbi                          | Israel, França          |

| Esdeveniments Horitzons (documentals) | Esdeveniments Horitzons (documentals) | Esdeveniments Horitzons (documentals) |
| Títol                                 | Director(s)                           | País de producció                     |
| ------------------------------------- | ------------------------------------- | ------------------------------------- |
| Antonioni su Antonioni                | Carlo Di Carlo                        | Itàlia                                |
| La fabbrica dei tedeschi              | Mimmo Calopresti                      | Itàlia                                |
| Soltanto un nome nei titoli di testa  | Daniele Di Biasio                     | Itàlia                                |
| ThyssenKrupp Blues                    | Pietro Balla & Monica Repetto         | Itàlia                                |
| Valentino: The Last Emperor           | Matt Tyrnauer                         | Estats Units                          |
| Venezia '68                           | Antonello Sarno, Steve Della Casa     | Itàlia                                |
| Verso Est                             | Laura Angiulli                        | Itàlia, Bòsnia i Hercegovina          |

Títol il·luminat indica el premi Horizons al la millor pel·lícula i millor documental respectivament.

### Aquests fantasmes: Cinema italià redescobert (1946-1975)
Projeccions i restauracions retrospectives. Sessions monogràfiques especials dedicades a la "història secreta del cinema italià". Aquesta és la cinquena part de la retrospectiva, iniciada a la 61a edició del festival.
| Ficció                                           | Ficció                        | Ficció        | Ficció |
| Títol original                                   | Director(s)                   | Any d'estrena |        |
| ------------------------------------------------ | ----------------------------- | ------------- | ------ |
| Agostino                                         | Mauro Bolognini               | 1962          |        |
| Arcana                                           | Giulio Questi                 | 1972          |        |
| I basilischi                                     | Lina Wertmüller               | 1963          |        |
| La bella di Lodi                                 | Mario Missiroli               | 1963          |        |
| La città dolente                                 | Mario Bonnard                 | 1949          |        |
| Processo alla città                              | Luigi Zampa                   | 1952          |        |
| Anni difficili                                   | Luigi Zampa                   | 1948          |        |
| La donna del giorno                              | Francesco Maselli             | 1956          |        |
| Il grido della terra                             | Duilio Coletti                | 1949          |        |
| Fuoco!                                           | Gian Vittorio Baldi           | 1968          |        |
| Flashback                                        | Raffaele Andreassi            | 1969          |        |
| La cuccagna                                      | Luciano Salce                 | 1962          |        |
| Leoni al sole                                    | Vittorio Caprioli             | 1961          |        |
| Una lettera all'alba                             | Giorgio Bianchi               | 1948          |        |
| Un monde nouveau                                 | Vittorio De Sica              | 1964          |        |
| Toh è Morta la Nonna                             | Mario Monicelli               | 1969          |        |
| I Mostri (amb dos segments nous)                 | Dino Risi                     | 1963          |        |
| Nostra Signora dei Turchi                        | Carmelo Bene                  | 1968          |        |
| Parigi o cara                                    | Vittorio Caprioli             | 1962          |        |
| Pelle Viva                                       | Giuseppe Fina                 | 1964          |        |
| Un uomo ritorna                                  | Max Neufeld                   | 1946          |        |
| Il cielo è rosso                                 | Claudio Gora                  | 1950          |        |
| Smog                                             | Franco Rossi                  | 1963          |        |
| Una vita violenta                                | Paolo Heusch & Brunello Rondi | 1962          |        |
| Lo Sceicco Bianco (amb algunes escenes inèdites) | Federico Fellini              | 1952          |        |

| Documentals i curts                                                                          | Documentals i curts                  | Documentals i curts | Documentals i curts |
| Títol                                                                                        | Director(s)                          | Any d'estrena       |                     |
| -------------------------------------------------------------------------------------------- | ------------------------------------ | ------------------- | ------------------- |
| E il Casanova di Fellini?                                                                    | Gianfranco Angelucci i Liliana Betti | 1975                |                     |
| Italia proibita                                                                              | Enzo Biagi                           | 1963                |                     |
| La Forza e la Ragione (entrevista a Salvador Allende)                                        | Roberto Rossellini                   | 1971                |                     |
| I misteri di Roma                                                                            | (collective film)                    | 1963                |                     |
| Provini per "Il padre selvaggio" (una sèrie d'audicions per a una pel·lícula mai realitzada) | Pier Paolo Pasolini                  | 1962                |                     |
| Spot Banca di Roma (curt comercial)                                                          | Federico Fellini                     | ~                   |                     |

## Seccions autònomes

### Setmana de la Crítica del Festival de Cinema de Venècia
Les següents pel·lícules foren exhibides com en competició per la 23a Setmana de la Crítica:
| En competició        | En competició      | En competició        | En competició |
| Títol                | Director(s)        | País de producció    |               |
| -------------------- | ------------------ | -------------------- | ------------- |
| L'apprenti           | Samuel Collardey   | França               |               |
| Huanggua / Qing gua  | Zhou Yaowu         | R.P. de la Xina      |               |
| Kabuli Kid           | Barmak Akram       | França, Afganistan   |               |
| Pranzo di ferragosto | Gianni Di Gregorio | Itàlia               |               |
| Čuvari noći          | Namik Kabil        | Bòsnia i Hercegovina |               |
| Sell Out!            | Yeo Joonhan        | Malàisia             |               |
| Iki Çizgi'           | Selim Evci         | Turquia              |               |

| Esdeveniments especials – fora de competició | Esdeveniments especials – fora de competició         | Esdeveniments especials – fora de competició | Esdeveniments especials – fora de competició |
| Line-up                                      | Títol                                                | Director(s)                                  | País de producció                            |
| -------------------------------------------- | ---------------------------------------------------- | -------------------------------------------- | -------------------------------------------- |
| Obertura                                     | ''Cold Lunch (Lønsj)                                 | Eva Sørhaug                                  | Noruega                                      |
| Obertura                                     | Pinuccio Lovero - Sogno di una morte di mezza estate | Pippo Mezzapesa                              | Itàlia                                       |

Títol assenyalat indica el guanyador del Lleó del Futur.

### Dies de Venècia
Les següents pel·lícules foren seleccionades per la 5a edició de la secció autònoma Dies de Venècia (Giornate Degli Autori):
| En competició    | En competició         | En competició               | En competició |
| Títol            | Director(s)           | País de producció           |               |
| ---------------- | --------------------- | --------------------------- | ------------- |
| Un altro pianeta | Stefano Tummolini     | Itàlia                      |               |
| Broken Lines     | Sallie Aprahamian     | Regne Unit                  |               |
| Machan           | Uberto Pasolini       | Sri Lanka, Itàlia, Alemanya |               |
| Muukalainen      | Jukka-Pekka Valkeapää | Finlàndia                   |               |
| (N)iemand        | Patrice Toye          | Bèlgica                     |               |
| Pescuit sportiv  | Adrian Sitaru         | Romania                     |               |
| Pokrajina št. 2  | Vinko Möderndorfer    | Eslovènia                   |               |
| Rysa             | Michał Rosa           | Polònia                     |               |
| Una semana solos | Celina Murga          | Argentina                   |               |
| Stella           | Sylvie Verheyde       | França                      |               |
| Venkovský učitel | Bohdan Sláma          | Txèquia                     |               |

| Retrats (documentals)       | Retrats (documentals)            | Retrats (documentals) | Retrats (documentals) |
| Títol                       | Director(s)                      | País de producció     |                       |
| --------------------------- | -------------------------------- | --------------------- | --------------------- |
| Che saccio                  | Camille d'Arcimoles              | Itàlia                |                       |
| Il passato è il mio bastone | Flavia Mastrella & Antonio Rezza | Itàlia                |                       |

| Villa degli Autori – Espai oberte      | Villa degli Autori – Espai oberte | Villa degli Autori – Espai oberte | Villa degli Autori – Espai oberte |
| Títol                                  | Director(s)                       | País de producció                 |                                   |
| -------------------------------------- | --------------------------------- | --------------------------------- | --------------------------------- |
| Adius Piero Ciampi e altre storie      | Ezio Alovisi                      | Itàlia                            |                                   |
| Emilia Galotti: dal Settecento ad oggi | Alessandro Berdini                | Itàlia                            |                                   |
| Lo stato d'eccezione                   | Germano Maccioni                  | Itàlia                            |                                   |
| Un paese diverso                       | Silvio Soldini & Giorgio Garini   | Itàlia                            |                                   |

## Premis

### Selecció oficial
Els premis concedits en la 65a edició foren:
En competició (Venezia 65)
- Lleó d'Or: The Wrestler de Darren Aronofsky
- Lleó d'Argent al Millor Director: Aleksei German per Bumazhnyy soldat
- Premi Especial del Jurat: Teza de Haile Gerima
- Copa Volpi al millor actor: Silvio Orlando per Il papà di Giovanna
- Copa Volpi a la millor actriu: Dominique Blanc per L'Autre
- Premi Marcello Mastroianni pel millor actor o actriu jove: Jennifer Lawrence per Burning Plain
- Premi a la millor fotografia: Alisher Khamidhodjaev i Maxim Drozdov per Bumazhnyy soldat
- Premi al millor guió: Haile Gerima per Teza

Premis especials
- Lleó especial pel treball de tota una vida a: Werner Schroeter

Premis Horitzons (Premi Orizzonti)
- Millor pel·lícula: Melancholia de Lav Diaz
- Millor documental: Below Sea Level de Gianfranco Rosi

Menció especial: Un Lac de Philippe Grandrieux & Wo men (We) de Huang Wenhai
Premi al Curtmetratge (Corto Cortissimo Lion)
- Lleó d'Argent al millor curtmetratge: Tierra y Pan de Carlos Armella

Menció especial: Vacsora de Karchi Perlmann
- Premi UIP al millor curtmetratge europeu: De onbaatzuchtigen de Koen Dejaegher

### Seccions autònomes
Els següents premis oficials i col·laterals foren concedits a pel·lícules de les seccions autònomes:
Setmana dels Crítics de Cinema Internacional de Venècia
- Millor pel·lícula: L'apprenti de Samuel Collardey

Lleó del Futur
Premi Luigi De Laurentiis a la pel·lícula de debut: Pranzo di ferragosto de Gianni Di Gregorio
- Premi Francesco Pasinetti a la millor pel·lícula: Pranzo di ferragosto de Gianni Di Gregorio
- Premi Isvema per la pel·lícula de debut o segona: Pranzo di ferragosto de Gianni Di Gregorio
- Premi Doc/it – Menció especial: L'apprenti de Samuel Collardey
- Premi Arca Cinemagiovani per la millor pel·lícula italiana: Pranzo di ferragosto de Gianni Di Gregorio
- Premi "Altre Visioni": Sell Out! de Yeo Joon Han
- Premi EIUC dels drets humans: Kabuli Kid d'Akram Barmak

Dies de Venècia (Giornate Degli Autori)
- Premi Label Europa Cinemas: Machan de Uberto Pasolini
- Premi Especial Christopher D. Smithers Foundation: Stella de Sylvie Verheyde
- Premi Lleó Queer: Un altro pianeta de Stefano Tummolini
- Premi FEDIC: Machan de Uberto Pasolini
- Premi Lina Mangiacapre: Stella de Sylvie Verheyde

### Altres premis col·laterals
Els següents premis col·laterals foren concedits a pel·lícules de la selecció oficial:
- Premi FIPRESCI[23]
  - Millor pel·lícula (en competició): Gabbla de Tariq Teguia
  - Millor pel·lícula (fora de competició): Goodbye Solo de Ramin Bahrani
- Premi SIGNIS: The Hurt Locker de Kathryn Bigelow

Menció especial: Vegas: Based on a True Story d'Amir Naderi & Teza de Haile Gerima
- Premi Francesco Pasinetti (SNGCI):
  - Millor actor: Silvio Orlando per Il papà di Giovanna
  - Millor actriu: Isabella Ferrari per Un giorno perfetto

Menció especial: Pa-ra-da de Marco Pontecorvo (fora de competició)
- Premi Doc/it – Comissió de Pel·lícules de Sicilia: Below Sea Level de Gianfranco Rosi
- Premi Leoncino d'oro Agiscuola: Il papà di Giovanna de Pupi Avati
- Premi UNICEF: Teza de Haile Gerima
- Premi Art Cinema: Dikoe Pole de Mikhail Kalatozishvili (fora de competició)
- Premi La Navicella – Venezia Cinema: The Hurt Locker de Kathryn Bigelow
- Premi C.I.C.T. UNESCO Enrico Fulchignoni: La terra degli uomini rossi de Marco Bechis
- Premi Biografilm Lancia:
  - Millor pel·lícula de ficció: Rachel Getting Married de Jonathan Demme
  - Millor documental: Below Sea Level de Gianfranco Rosi (Horizons)
- Premi Nazareno Taddei: Il papà di Giovanna de Pupi Avati
- Premi Don Gnocchi: Pa-ra-da de Marco Pontecorvo (fora de competició)

Menció especial: Ezio Greggio per Il papà di Giovanna
- Premi Festival Digital Pel·lícula del Futur: The Sky Crawlers de Mamoru Oshii

Menció especial: Gake no ue no Ponyo de Hayao Miyazaki
- Premi Brian: Khastegi de Bahman Motamedian (Horitzons)
- Premi Lanterna Magica (Cgs): Pa-ra-da de Marco Pontecorvo (fora de competició)
- Premi CinemAvvenire, Millor pel·lícula en competició: Vegas: Based on a True Story d'Amir Naderi
- Premi "The circle is not round. Cinema perpeace and the richness of diversity": Teza de Haile Gerima
- Premi Bastone Bianco (Filmcritica): Akires to kame de Takeshi Kitano
- Premi Xarxa de Pel·lícules dels Drets Humans: The Hurt Locker de Kahryn Bigelow
- Premi Arca Cinemagiovani a la millor pel·lícula Venezia 65: The Hurt Locker de Kathryn Bigelow
- Premi Air per Film Fest: Pa-ra-da de Marco Pontecorvo
- Premi "Poveri ma belli": Puccini e la fanciulla de Paolo Benvenuti (fora de competició)
- Premi Fundació Mimmo Rotella per a pel·lícula que mostra una forta connexió amb les arts: Gake no ue no Ponyo de Hayao Miyazaki
- Premi Open 2008: The Butcher's Shop de Philip Haas